# 하이젠베르크 군
리 군론에서 하이젠베르크 군(Heisenberg群, 영어: Heisenberg group)은 멱영 리 군의 하나이다. 양자역학에서 쓰인다.

## 정의
다음이 주어졌다고 하자.
- 표수가 2가 아닌 체 {\displaystyle K}
- {\displaystyle K} 위의 심플렉틱 벡터 공간 {\displaystyle (V,\omega \colon V\times V\to K)}

그렇다면, {\displaystyle K}-벡터 공간
{\displaystyle V\oplus K}
위에 다음과 같은 군 연산을 주자.
{\displaystyle (\mathbf {u} ,s)\cdot (\mathbf {v} ,t)=(\mathbf {u} +\mathbf {v} ,s+t+\omega (\mathbf {u} ,\mathbf {v} )/2)}
이는 군의 공리들을 만족시킴을 보일 수 있으며, 그 항등원은
{\displaystyle (\mathbf {0} ,0)}
이며, 그 역원은
{\displaystyle -(\mathbf {u} ,s)=(-\mathbf {u} ,-s)}
이다. 이 군을 V에 대한 하이젠베르크 군 {\displaystyle \operatorname {Heis} (V,\omega ;K)}라고 한다.
보통 {\displaystyle V}가 명시되어 있지 않은 경우, {\displaystyle n=1}인 경우에 해당한다. 즉, {\displaystyle \operatorname {Heis} (1;\mathbb {R} )\subset \operatorname {GL} (3;\mathbb {R} )}를 의미한다.

### 리 대수
표수가 2가 아닌 체 {\displaystyle K} 위의 심플렉틱 벡터 공간 {\displaystyle (V,\omega )}이 주어졌다고 하자. 그렇다면, 벡터 공간 {\displaystyle V\oplus K} 위에 다음과 같은 리 대수 구조를 줄 수 있다.
{\displaystyle [(\mathbf {u} ,s),(\mathbf {v} ,t)]=(\mathbf {0} ,\omega (\mathbf {u} ,\mathbf {v} ))\qquad \forall \mathbf {u} ,\mathbf {v} \in V,\;s,t\in K}
이를 하이젠베르크 리 대수(영어: Heisenberg Lie algebra) {\displaystyle {\mathfrak {heis}}(V,\omega ;K)}라고 한다.
{\displaystyle V}가 유한 {\displaystyle 2n} 차원일 때, 심플렉틱 기저 {\displaystyle ({\mathsf {p}}_{i},{\mathsf {q}}^{i})_{i\in \{1,\dotsc ,n\}}\subseteq V}를 잡을 수 있다. {\displaystyle V\oplus K{\mathsf {c}}} 위에서, 하이젠베르크 리 대수의 리 괄호는 다음과 같은 꼴이다.
{\displaystyle [{\mathsf {p}}_{i},{\mathsf {q}}^{j}]=\delta _{i}^{j}{\mathsf {c}}}
{\displaystyle [{\mathsf {p}}_{i},{\mathsf {c}}]=[{\mathsf {q}}_{i},{\mathsf {c}}]=0}
여기서 {\displaystyle \delta _{i}^{j}}는 크로네커 델타이다.

## 성질
하이젠베르크 군 {\displaystyle \operatorname {Heis} (V,\omega ;K)}는 아벨 군 {\displaystyle (V,+)}의 중심 확대이다. 즉, 다음과 같은 군들의 짧은 완전열이 존재한다.
{\displaystyle 1\to K{\xrightarrow {t\mapsto (\mathbf {0} ,t)}}H(V){\xrightarrow {(\mathbf {v} ,t)\mapsto \mathbf {v} }}V\to 1}
마찬가지로, 다음과 같은 리 대수의 짧은 완전열이 존재한다.
{\displaystyle 0\to K\to {\mathfrak {heis}}(V,\omega ;K)\to V\to 0}
여기서 {\displaystyle K}와 {\displaystyle V}는 아벨 리 대수이다.
표수 0의 체 위에서, 유한 차원 하이젠베르크 군은 멱영군이며, 하이젠베르크 리 대수는 멱영 리 대수이다.

### 위상수학적 성질
만약 {\displaystyle K\in \{\mathbb {R} ,\mathbb {C} \}}일 경우, 그 위의 유한 차원 하이젠베르크 군은 리 군을 이룬다. 이는 연결 단일 연결 멱영 리 군이며, (정의에 따라) 유클리드 공간과 미분 동형이다.

### 행렬 표현
표수 0의 체 {\displaystyle K} 위의 내적 공간 {\displaystyle V}가 주어졌다고 하자. 그렇다면,
{\displaystyle V^{*}\oplus V}
위에 다음과 같은, 표준적인 심플렉틱 벡터 공간 구조가 존재한다.
{\displaystyle \omega (\phi ,u)=-\omega (u,\phi )=\langle \phi |u\rangle \qquad \forall u\in V,\;\phi \in V^{*}}
{\displaystyle \omega (u,v)=\omega (\phi ,\chi )=0\qquad \forall u,v\in V,\;\phi ,\chi \in V^{*}}
그렇다면, 다음과 같은 군 준동형이 존재한다.
{\displaystyle \operatorname {Heis} (V^{*}\oplus V)\to \operatorname {GL} (K\oplus V\oplus K)}
{\displaystyle (\phi ,u,t)\mapsto {\begin{pmatrix}1&\phi &t+\langle \phi |u\rangle /2\\0&1_{V}&u\\0&0&1\end{pmatrix}}}

### 지수 사상
하이젠베르크 군 {\displaystyle \operatorname {Heis} (2n+1;K)}의 리 대수 {\displaystyle {\mathfrak {heis}}(2n+1;K)}는 다음과 같은 꼴의 행렬들로 구성된다.
{\displaystyle {\begin{pmatrix}0&\mathbf {a} &c\\0&0_{n\times n}&\mathbf {b} \\0&0&0\end{pmatrix}}\in {\mathfrak {heis}}(2n+1;K)}
이 경우, 리 지수 사상은 다음과 같다.
{\displaystyle \exp {\begin{pmatrix}0&\mathbf {a} &c\\0&0_{n\times n}&\mathbf {b} \\0&0&0\end{pmatrix}}={\begin{pmatrix}1&\mathbf {a} &c+(\mathbf {a} \cdot \mathbf {b} )/2\\0&I_{n\times n}&\mathbf {b} \\0&0&1\end{pmatrix}}}

### 표현론
하이젠베르크 군의 군 표현론은 스톤-폰 노이만 정리에 따라 주어진다. 이 정리에 따라, 하이젠베르크 군 {\displaystyle \operatorname {Heis} (2n+1;\mathbb {R} )}의 비자명 유니터리 기약 표현은 (몇 가지의 기술적인 조건을 충족시킨다면) 르베그 공간 {\displaystyle \operatorname {L} ^{2}(\mathbb {R} ^{n})} 위의 다음과 같은 표현 {\displaystyle \rho _{\hbar }}와 동형이다.
{\displaystyle \rho _{\hbar }{\begin{pmatrix}1&p&t+pq/2\\0&I_{n\times n}&q\\0&0&1\end{pmatrix}}\colon \psi (x)\mapsto \exp(i(qx+\hbar (t+pq)/2))\psi (x+\hbar p)}
이를 리 대수 {\displaystyle {\mathfrak {h}}_{2n+1}}에 대하여 표기하면 다음과 같다.
{\displaystyle P^{i}\psi (x)=\hbar {\frac {\partial }{\partial x_{i}}}\psi (x)}
{\displaystyle Q_{i}\psi (x)=\mathrm {i} x_{i}\psi (x)}
{\displaystyle C\psi (x)=\mathrm {i} \hbar \psi (x)}

## 같이 보기
- 사영 표현
- 기하화 추측

## 참고 문헌
- Binz, Ernst; Pods, Sonja (2008). 《The geometry of Heisenberg groups with applications in signal theory, optics, quantization, and field quantization》. Mathematical Surveys and Monographs (영어) 151. American Mathematical Society. ISBN 978-0-8218-4495-3. Zbl 1155.22001.
- Thangavelu, Sundaram (1998). 《Harmonic analysis on the Heisenberg group》. Progress in Mathematics (영어) 159. Birkhäuser. doi:10.1007/978-1-4612-1772-5. ISBN 978-1-4612-7275-5. Zbl 0892.43001.
- Howe, Roger Evans (1980). “On the role of the Heisenberg group in harmonic analysis”. 《Bulletin of the American Mathematical Society》 (영어) 3 (2): 821. doi:10.1090/S0273-0979-1980-14825-9. ISSN 0273-0979. MR 578375. Zbl 0442.43002.
- Semmes, Stephen (2003년 6월). “An introduction to Heisenberg groups in analysis and geometry” (PDF). 《Notices of the American Mathematical Society》 (영어) 50 (6): 640–646. Zbl 1050.22012.